# مارک هولتون
مارک هولتون (انگلیسی: Mark Holton؛ زادهٔ ۱۷ اوت ۱۹۵۸) بازیگر اهل ایالات متحده آمریکا است. وی از سال ۱۹۸۳ میلادی تاکنون مشغول فعالیت بوده‌است.
از فیلم‌ها یا برنامه‌های تلویزیونی که وی در آن نقش داشته است، می‌توان به اسلج همر!، ماجراجویی بزرگ پی‌وی، بازگشت به فرستنده، لیگ خودشان و گرگ نوجوان ۲ اشاره کرد.